# Stanisław Głowiński (lekarz)
Stanisław Głowiński (ur. 31 stycznia 1931 w Szczuczynie, zm. 9 lipca 2022) – polski lekarz, specjalista w zakresie chirurgii ogólnej, chirurgii naczyniowej, angiologii oraz transplantologii klinicznej, profesor nauk medycznych.

## Droga naukowa
Studiował na Wydziale Lekarskim Akademii Medycznej w Białymstoku (AMB), w 1957 otrzymał dyplom lekarza. W 1971 uzyskał specjalizację II stopnia z chirurgii ogólnej, w 2002 specjalizację w zakresie chirurgii naczyniowej, a w 2004 z angiologii i transplantologii klinicznej. 
Stopień doktora nauk medycznych otrzymał w 1970 na podstawie rozprawy Przeszczepy - łaty małych tętnic, zaś doktora habilitowanego w 1982 na podstawie dorobku naukowego i rozprawy Właściwości hemostatyczne przeszczepów żylnych i poliestrowych.  
W 1991 został mianowany na stanowisko profesora nadzwyczajnego, a w 1992 otrzymał tytuł profesora nauk medycznych. W 2001 mianowano go na stanowisko profesora zwyczajnego.  

## Klinika Chirurgii Naczyń i Transplantologii w AMB
Pracę zawodową rozpoczął w I Klinice Chirurgii AMB, przekształconej w 1970 w Klinikę Chirurgii Klatki Piersiowej, Serca i Naczyń. W 1987 współorganizował proces wyodrębnienia jej w Klinikę Chirurgii Naczyń i Transplantologii w AMB (obecnie: Uniwersytetu Medycznego – UMB), której został kierownikiem i pracował na tym stanowisku do emerytury w 2001. 
Jego badania naukowe dotyczyły aktywności hemostatycznej czynnych składników, reaktywnych metabolitów tlenu i antyoksydantów, proteaz lizosomalnych i zawartości kolagenu w ścianach przeszczepów żylnych, poliestrowych, tętnic, żył, żylaków oraz żylaków w stanie zakrzepowego zapalenia; stosowania i wprowadzania nowych przeszczepów naczyniowych w operacjach naprawczych tętnic oraz profilaktyki przeciwzakrzepowej. Udoskonalił i wprowadził wiele nowych odmian operacji naczyniowych.   
W 1989 w Państwowym Szpitalu Klinicznym w Białymstoku (obecnie: Uniwersytecki Szpital Kliniczny), będącym bazą Kliniki, wraz zespołem dokonał pierwszego w województwie podlaskim przeszczepu nerki.    
Jest autorem ponad 300 publikacji naukowych, w tym kilku książkowych. Wypromował kilkunastu doktorów nauk medycznych. Recenzował 16 prac doktorskich i habilitacyjnych.    

## Towarzystwa naukowe
- Towarzystwo Chirurgów Polskich (Członek Honorowy)[8];
- Polskie Towarzystwo Chirurgii Naczyniowej (Członek Honorowy);
- Polskie Towarzystwo Transplantacyjnego (Członek Honorowy);
- European Society for Vascular Surgery;
- European Society for Organ Transplantation.

## Odznaczenia i nagrody
- Krzyż Oficerski Orderu Odrodzenia Polski (2000)[9];
- Złoty Krzyż Zasługi;
- Medal Komisji Edukacji Narodowej;
- Nagrody Ministra Zdrowia;
- Nagrody Rektora Uczelni za osiągnięcia naukowe i dydaktyczne;
- Odznaczenia regionalne.

## Życie prywatne
Córka, prof. dr hab. n. med. Barbara Głowińska-Olszewska jest kierownikiem Pracowni Edukacji Diabetologicznej Kliniki Pediatrii, Endokrynologii, Diabetologii z Pododdziałem Kardiologii UMB w Uniwersyteckim Dziecięcym Szpitalu Klinicznym w Białymstoku, syn, dr hab. n. med. Jerzy Głowiński obecnie kieruje Kliniką Chirurgii Naczyń i Transplantologii UMB w Uniwersyteckim Szpitalu Klinicznym w Białymstoku.  
Po pracy zajmował się m.in. żeglarstwem, turystyką samochodową i słuchaniem muzyki operowej.  
Pochowany na Cmentarzu Farnym w Białymstoku.